# اناتولی تیشچنکو
آناتولی تیشچنکو (روسی: Анатолий Анатольевич Тищенко؛ زادهٔ ۱۸ ژوئیهٔ ۱۹۷۰) قایقران کایاک، و قایقران کانو اهل روسیه است.